# مالبون
مالبون (به لاتین: Malbun) یک پیست اسکی در لیختن‌اشتاین است که در تریزنبرگ واقع شده‌است.

## خصوصیات
مالبون ۱٬۶۰۰ متر بالاتر از سطح دریا واقع شده‌است.